# Drepanophoresta rosea
Drepanophoresta rosea är en djurart som tillhör fylumet slemmaskar, och som först beskrevs av Punnett 1903.  Drepanophoresta rosea ingår i släktet Drepanophoresta och familjen Drepanophorellidae. Inga underarter finns listade i Catalogue of Life.